# Dietoterapia
Dietoterapia – inaczej stosowanie diet terapeutycznych lub leczniczych to sposób żywienia, w którym celowo modyfikuje się podaż składników energetycznych i substancji odżywczych w celu osiągnięcia efektu terapeutycznego. Jest stosowana jako element leczenia w wielu schorzeniach, zwłaszcza tych, których rozwój jest związany z nieprawidłowym żywieniem. W zależności od celu klinicznego, diety terapeutyczne mogą:
- być niedoborowe w określone składniki (np. dieta ubogobiałkowa w niewydolności nerek, dieta eliminacyjna w alergiach pokarmowych),
- dostosowywać proporcje makroskładników (np. dieta niskowęglowodanowa w cukrzycy typu 2),
- zawierać nadmiar określonych substancji (np. dieta wysokobiałkowa w rekonwalescencji)[1].

Diety tego rodzaju często nie są odpowiednio zbilansowane dla osób zdrowych, a ich długotrwałe stosowanie bez wskazań medycznych może być szkodliwe. Jednak w określonych przypadkach ich stosowanie ma uzasadnienie kliniczne i jest częścią standardów leczenia..
W medycynie opartej na faktach dietoterapię stosuje się wyłącznie w przypadku chorób których przyczyną pierwotna jest niewłaściwa lub źle zbilansowana dieta. W medycynie niekonwencjonalnej natomiast przypisuje się działanie terapeutyczne dietom alternatywnym w przypadku różnych schorzeń również niezależnych od diety (np. nowotwory).

## Schorzenia których patogenezą jest niewłaściwa dieta
Do schorzeń z żywieniowym czynnikiem ryzyka – w patogenezie których istotną rolę odgrywają nieprawidłowości w diecie – zaliczane są przede wszystkim:
- otyłość;
- niedożywienie i powiązane opóźnienie wzrostu i dojrzewania;
- zaburzenia czynnościowe pracy układu krążenia,
- miażdżyca i inne choroby układu krążenia na tle miażdżycowym (np. choroba niedokrwienna serca, niewydolność serca, zawał mięśnia sercowego);
- nadciśnienie tętnicze;
- subkliniczne stany niedoboru witamin i składników mineralnych, awitaminoza
- hiperwitaminoza
- próchnica zębów

Do schorzeń zależnych od diety zalicza się niedokrwistość występującą u dzieci między 6 a 18 miesiącem życia, która jest spowodowana niekarmieniem mlekiem matki lub zmniejszonymi zapasami z życia płodowego (wcześniaki).
Wykazano, że wadliwe, niedoborowe lub nadmierne i jednostronne żywienie może zwiększać ryzyko zachorowania na jedną z ponad 80 rodzajów chorób.

## Diety terapeutyczne
Do diet terapeutycznych należą:
- dieta ubogoenergetyczna[6] – adresowana do osób z otyłością, służy redukcji masy ciała przez stopniowe ograniczenie energii. Jednocześnie zapewnia prawidłowe funkcjonowanie organizmu, utrzymanie dobrego samopoczucia i ograniczenie uczucia głodu. Zapotrzebowanie energetyczne oblicza się indywidualnie dla pacjenta. Wartość energetyczna diety zawiera się jednak w granicach 1000-1500 kcal. Największemu ograniczeniu podlegają tu tłuszcze. Natomiast przez jej zastosowanie pobudza się organizm do użytkowania w celach energetycznych tłuszczu zgromadzonego w tkance tłuszczowej tak, by zredukować masę ciała o ok. 1 kg/tydzień, co przekłada się na dzienny deficyt energii ok. 500 kcal.
- dieta bogatoenergetyczna – dla osób z niedowagą lub chorobami z niedożywienia
- dieta bogatoresztkowa – dieta bogatobłonnikowa, powinna zawierać 35–40 g błonnika pokarmowego, który pobudza i reguluje perystaltykę jelit, ułatwiając opróżnianie. Znajduje zastosowanie w zaparciach nawykowych czy zaburzeniach czynnościowych jelit. Pomocna okazuje się też w leczeniu cukrzycy, otyłości czy chorób sercowo-naczyniowych[7]. Bazuje w dużej mierze na produktach roślinnych bogatych w to włókno pokarmowe.
- dieta o kontrolowanej zawartości kwasów tłuszczowych – cechuje ją ograniczenie spożycia kwasów tłuszczowych oraz odpowiedni udział wielo- oraz jednonienasyconych kwasów tłuszczowych w stosunku do kwasów nasyconych. Udział tłuszczu oraz proporcje kwasów tłuszczowych są zależne od wieku płci i innych czynników. Dietę zaleca się przy hiperlipidemii, miażdżycy oraz jako profilaktykę choroby niedokrwiennej serca. Jej głównym zadaniem jest zmniejszenie poziomu lipidów w surowicy krwi[8].

## Diety alternatywne lub modyfikacje diety podstawowej, które mogą być uznawane za wspomagające leczenie
Do diet alternatywnych lub diet modyfikowanych należą:
- dieta łatwostrawna – stanowi modyfikację diety podstawowej z uwzględnieniem przyjaznych procesom trawienia produktom oraz odpowiednich technik przyrządzania potraw (gotowanie na parze, duszenie, pieczenie). Powinna ograniczać podaż błonnika (do 24 g/dobę ze względu na wzdymające właściwości błonnika) oraz eliminować dania smażone i tłuste (mocno obciążają przewód pokarmowy) oraz mocne przyprawy. Polecana szczególnie pacjentom ze stanami zapalnymi błony śluzowej żołądka i jelit, z nowotworami jelita grubego, zawale, w trakcie rekonwalescencji po odbytych zabiegach chirurgicznych.
- dieta łatwostrawna z ograniczeniem tłuszczu – zakłada ograniczenie podaży tłuszczów do połowy normy fizjologicznej (ok. 45–50 g/dobę). Dieta opiera się na rezygnacji z tłuszczów pochodzenia zwierzęcego, takich jak smalec, łój, słonina oraz z przygotowywania smażonych potraw. Zamiast tego zaleca się korzystanie z tłuszczów typu oleje roślinne, oliwa czy masło (w ograniczonych ilościach). Dietę rekomenduje się pacjentom ze schorzeniami wątroby, trzustki, dróg żółciowych, jelita grubego[10].
- dieta łatwostrawna z ograniczeniem substancji pobudzających wydzielanie soku żołądkowego – zmierza do ograniczenia produktów (alkohol, kwaśne i gazowane napoje, kawa naturalna, mocna herbata, nierozcieńczone soki owocowe/warzywne) i potraw (smażone i pieczone, ostre, słone, wędzone, marynowane, mocne buliony warzywne i grzybowe) pobudzających wydzielanie kwasu solnego. Jej celem jest niedrażnienie chemiczne, termiczne oraz mechaniczne błony śluzowej żołądka. Rekomendowana osobom z chorobą wrzodową żołądka i dwunastnicy[11], przewlekłym nadkwaśnym nieżytem żołądka czy refluksem żołądkowo-przełykowym.
- dieta łatwostrawna niskobiałkowa – wdrażana w chorobach nerek i wątroby przebiegających z niewydolnością tych narządów, zakłada dostarczanie białek na poziomie 40–50 g/dobę (jednak nie mniej niż 20 g, by nie dopuścić do rozpadu białka ustrojowego)[12]. Źródłem energii dla organizmu stają się wówczas tłuszcze i węglowodany. Zmiany te służą zapobieganiu nadmiernemu wytwarzaniu toksycznych dla organizmu produktów przemiany białkowej oraz ochronie chorobowo zmienionych narządów.
- dieta łatwostrawna bogatobiałkowa – stanowi modyfikację diety lekkostrawnej poprzez zwiększenie podaży białka do ok. 100–120 g/dobę. Zmiana ta służy mobilizacji organizmu do wykorzystania dostarczanego mu białka do budowy i odbudowy tkanek ustrojowych, ciał odpornościowych, enzymów, hormonów, białek, osocza. Jednocześnie dieta musi posiadać odpowiednie wartości energetyczne, by organizm w tych celach nie wykorzystał białka. Dietę tę stosuje się u pacjentów wyniszczonych, z nowotworami, oparzeniami, zranieniami, w trakcie gorączkowania i rekonwalescencji po chorobie.
- dieta łatwostrawna o zmienionej konsystencji – może przybrać formę papkowatą, płynną, płynną wzmocnioną lub przystosowaną do żywienia przez zgłębnik lub przetokę. Zmiana konsystencji pokarmu służy niedrażnieniu jamy ustnej i przełyku pacjentów z chorobami jamy ustnej, przełyku, z trudnościami z gryzieniem i połykaniem oraz po niektórych zabiegach chirurgicznych.
- dieta niskowęglowodanowa – zakłada ograniczenie podaży węglowodanów względem ilości standardowej, gdzie węglowodany stanowią 50–70% całkowitego dziennego zapotrzebowania na kalorie. Dostarcza mniej niż 130 g węglowodanów na dobę (norma ta nie dotyczy dzieci poniżej 12 r.ż., kobiet w ciąży i w trakcie laktacji). Szczególnym rodzajem tej diety jest dieta ketogenna (węglowodany i białka ograniczone do 10–20% całości zapotrzebowania energetycznego organizmu na rzecz zwiększenia podaży tłuszczów do nawet 80–90%)[13]. Tego typu dieta bazuje również na ściśle określonych proporcjach stosunku tłuszczów do sumy węglowodanów i białek (np. dieta OleoKeto 2:1)[14]. Celem tej modyfikacji jest wprowadzenie organizmu w stan ketozy, w którym przestaje on czerpać energię z glukozy, a zaczyna tworzyć ciała ketonowe (w toku metabolizmu tłuszczów), którymi będzie żywił się mózg oraz inne organy i tkanki. Dieta ketogenna znajduje zastosowanie w terapii otyłości i cukrzycy, a także schorzeń o etiologii niedietozależnej, jak epilepsja[15], choroba Parkinsona[13], choroba Alzheimera[13]. Udowodniono także, że dieta ketogenna korzystnie wpływa na pacjentów onkologicznych i może zahamować rozwój choroby nowotworowej. Komórki nowotworowe nie są bowiem w stanie przestawić się z metabolizmu glukozy na metabolizm zakładający czerpanie energii z ciał ketonowych[16]. Wykazano również, że dieta niskowęglowodanowa bogatotłuszczowa często przynosi lepsze efekty terapii otyłości niż dieta ubogoenergetyczna[17].
- dieta z ograniczeniem łatwo przyswajalnych węglowodanów – ogranicza się bądź eliminuje węglowodany szybko wchłaniające. Zadaniem diety jest zmniejszenie stężenia glukozy we krwi oraz usprawnienie przemiany materii, stosuje się ją zatem w cukrzycy przy upośledzonej tolerancji glukozy. Ograniczeniu, a nawet wykluczeniu z codziennego żywienia ulega glukoza, fruktoza i sacharoza, a zwiększa się podaż węglowodanów złożonych – błonnika pokarmowego oraz skrobi[18].
- diety eliminacyjne[19] – (w tym dieta bezglutenowa,dieta bezmleczna) stosowane w terapii alergii pokarmowych, zakładają wykluczenie z jadłospisu pokarmów uczulających bądź potencjalnie uczulających pacjenta (np. białko mleka krowiego, jaka, ryby, soja, pszenica, orzechy, konkretne owoce). W ich miejsce zaleca się spożywanie produktów bardziej bezpiecznych (np. ryże, kasze, jagnięcina, indyk, warzywa strączkowe) i dobranych tak, by dostarczały choremu niezbędnych składników odżywczych.

## Dietoprofilaktyka
Działania dietoprofilaktyczne stanowią wsparcie dla dietoterapii i zakładają codzienne bazowanie na diecie podstawowej skonstruowanej w oparciu o piramidę prawidłowego żywienia (zaproponowaną przez U.S. Department of Agriculture w 1992 roku). Polska wersja tej wizualizacji zaleceń żywieniowych – rozpowszechniana przez Instytut Żywności i Żywienia – zakłada, że:
- I piętro – to 5 porcji produktów zbożowych dziennie
- II piętro – to 4 porcje warzyw dziennie
- III piętro – to 3 porcje owoców dziennie
- IV piętro – to 2 porcje produktów mlecznych i 1 porcja mięsa i jego przetworów
- tłuszcze widoczne oraz cukier i produkty słodkie, jak również sól powinny być spożywane w ilościach bardzo ograniczonych.

W 1998 roku prof.. W. C. Willet z Harvard School of Public Health i Harward Medical School z Bostonu zaproponował modyfikację piramidy żywienia do postaci:
- I piętro – codzienna aktywność fizyczna
- II piętro – po połowie: całe ziarna zbóż i tłuszcze roślinne
- III piętro – po połowie: warzywa i owoce
- IV piętro – orzechy i rośliny strączkowe (1-3 porcje)
- V piętro – ryby, drób, jaka (1-2 porcje)
- VI piętro – mleko i suplementy wapnia (1-2 porcje)
- VII piętro – po połowie: ryż, białe pieczywo, ziemniaki, makaron oraz czerwone mięso i masło.

Przestrzeganie tych zaleceń dietoprofilaktycznych przez zdrowego człowieka pozwala zachować dobrą kondycję ogólną organizmu i zminimalizować ryzyko wystąpienia chorób przewlekłych, często wymagających już odpowiedniej dietoterapii.